# Wenlock i Mandeville
Wenlock i Mandeville to oficjalne maskotki XXX Letnich Igrzysk Olimpijskich 2012 w Londynie. Ich utwór On a Rainbow został skomponowany i nagrany przez Toma Fletchera z zespołu McFly oraz jego siostrę Carrie. 

## Geneza imion
- Wenlock – nazwa zapożyczona od niewielkiej angielskiej miejscowości Much Wenlock. Organizowane tam od XIX wieku zawody sportowe miały być jedną z inspiracji barona Pierre'a de Coubertina dla idei nowożytnych igrzysk olimpijskich[3].

- Mandeville – nazwa pochodzi od nazwy szpitala (Stoke Mandeville Hospital) położonego w pobliżu wioski Stoke Mandeville.  W 1948 roku w trakcie trwania XIV Letnich Igrzysk Olimpijskich w Londynie urządzono tam zawody dla weteranów II wojny światowej z uszkodzeniami rdzenia kręgowego[3].